# 遠矢孝信
遠矢 孝信（とおや たかのぶ、1944年10月21日 - ）は、日本の元俳優、スタントマン。東映テレビ・プロダクション事業部次長。鹿児島県出身。日本大学芸術学部卒。

## 来歴
1968年（昭和43年）ごろ、日大出身者のアクションチーム「ジャパン・ファイティング・アクターズ（JFA、ジェファー）」に参加。
1971年（昭和46年）、JFA顧問の土屋啓之助が監督、代表の渡辺高光が出演していた関係でピープロのテレビ特撮番組『宇宙猿人ゴリ（スペクトルマン）』（フジテレビ）で、スーツアクターとして「ゴリ博士」を演じる。
同年4月からは同じJFA所属で日大の先輩の菊池英一から誘われ、円谷プロのテレビ特撮番組『帰ってきたウルトラマン』（TBS）で、毎回の怪獣を演じる。
1972年（昭和47年）、ピープロ制作のテレビ時代劇『快傑ライオン丸』（フジテレビ）では敵役の「デボノバ」や「巨大ゴースン」を演じる。
1974年（昭和49年）、『電人ザボーガー』で再び菊池英一と共演。「中野刑事」役の菊池とも絡み再び殺陣を行った。終盤の「恐竜軍団シリーズ」では「悪魔ハット」役でレギュラー出演している。
特撮作品の他にも時代劇、刑事ドラマなどの作品に脇役として出演し活躍した。
現在は俳優業を引退し、東映テレビ・プロダクションで後進の育成を務める。

## 人物・エピソード
アクション俳優である菊池英一は日大の先輩であり、どちらもJFAに参加していたこともありこの縁で共演することが多かった。
ゴリ博士の演技に関しては、メイン監督の土屋啓之助から「シェークスピア劇のようにやってほしい」と言われ、オーバーアクションを採り入れた独特の手振りが生まれた。この手振りはJFA内でも流行り始め、麻雀の際には全員がこの手振りをしていたそうである。
『宇宙猿人ゴリ』と『帰ってきたウルトラマン』は2作品とも同時期の制作であったため、スケジュールもかなり多忙で『宇宙猿人ゴリ』の特撮スタジオの栄スタジオから自動車で迎えに来たピープロのスタッフが『帰ってきたウルトラマン』の特撮スタジオだった東宝ビルト前で待機していたり、きくちの自転車を借りて両撮影所を往復することもよくあったという。『帰ってきたウルトラマン』の現場では、待機時間に『宇宙猿人ゴリ』の台本を読んでいて「ライバル番組の台本を読む奴があるか!」と怒られたこともあったそうである。
『帰ってきたウルトラマン』では、遠矢は「四つ足怪獣」に見られがちな「膝を地面に突いて歩行する」演技を一切行わず、全て足の裏を地面に着けてこれを演じている。本人によればさほどの苦労ではないというが、同作の最終回の撮影ではぎっくり腰を発症して、番組終了の打ち上げに参加できなかった。
『快傑ライオン丸』では、主人公ライバルの「タイガージョー」役の戸野広浩司がロケ先の彦根で事故死するというアクシデントがあったが、遠矢はこのロケに同行していなかったため急遽東京で虎錠之介の代役に立てた福島資剛との出演で42話が撮影され、ほとんど遠矢演じるゴースン魔人とタイガージョーのみでストーリーが展開するという異色のエピソードとなった。
戸野広の最後の出演作が放映された日には、東京でライオン丸の魔人の『合同慰霊祭』というイベントが行われ、遠矢は僧侶役を務めて同時に戸野広の冥福を祈祷したそうである。
悪役の「悪魔ハット」はピープロ社長のうしおそうじから直接頼まれたもので「役作りのためにスキンヘッドにしてくれないか？」と言われ、この条件にはかなり抵抗をしたそうである。そのため撮影所の行き帰りには、通行人が怖がってみんな避けて通ったと語っている。
映画『ゴジラ対メカゴジラ』では、JFA代表の渡辺と並びクレジットされていた。遠矢は前年に『日本侠花伝』へ出演した際に、目立つ役であったにもかかわらずクレジットが無く、東宝の演技事務から次の作品では名前を載せることを約束されていたという。

## 出演

### テレビドラマ
- マイティジャック（1968年、フジテレビ / 円谷プロ）- Q工作員（第8話）
- 宇宙猿人ゴリ（1971年、フジテレビ / ピープロ）- ゴリ博士・イゴール星人の声（第50話）、ほか顔出しで数回出演
- ウルトラシリーズ
  - 帰ってきたウルトラマン（1971年、TBS / 円谷プロ）- ほとんどの怪獣・宇宙人[注釈 2]、石油コンビナート職員（第2話）、MAT保安部隊員（第31話）、祝言に駆けつける男（第51話）
  - ウルトラマンA（1973年、TBS  / 円谷プロ）- レボール星人の人間態（第50話）
  - ウルトラマンタロウ（1973年、TBS / 円谷プロ）- 建設作業員B（第36話）
- 快傑ライオン丸（1972年、フジテレビ / ピープロ）- デボノバ（第8話 - 第20話）、巨大ゴースン・ゴースン怪人 ほか
- 愛の戦士レインボーマン（1972年、NET / 東宝・国際放映 ・萬年社）- 川田（第3話）
- ワイルド7（1972年、日本テレビ / 国際放映・萬年社）- 捕虜（第4話）
- 太陽にほえろ! （1973年、日本テレビ / 東宝）（第45話）
- ファイヤーマン（1973年、日本テレビ / 円谷プロ・萬年社）- ブラックサタン配下の男（第27話）
- ダイヤモンド・アイ（1973年、NET / 東宝・萬年社）- 前世魔人（第3話・第4話・第12話・第13話）
- 大江戸捜査網 （1973年、東京12チャンネル / 三船プロダクション）- 浪人・家臣 ほか
- 電撃!! ストラダ5（1974年、NET / 日活・萬年社）- ビッグ・ノヴァ団員（第1話）
- 電人ザボーガー（1974年、フジテレビ / ピープロ）- アパッチドリル（第2話 - 第4話）、チンピラA（第18話）、悪魔ハット（第39話 - 第52話）
- 闘え!ドラゴン（1974年、東京12チャンネル / 宣弘社）- 闇とかげ（第9話）
- 純愛山河 愛と誠（1974年、東京12チャンネル / 東京ムービー）- 暴力団員A（第11話）
- 水戸黄門 第5部（1974年、TBS / C.A.L）- 猛獣使い（第22話）
- Gメン75（1976年、TBS / 東映）- 指名手配犯（第63話）
- 爆走!ドーベルマン刑事（1980年、テレビ朝日 / 東映）（第3話）
- スーパー戦隊シリーズ
  - 大戦隊ゴーグルファイブ（1982年、テレビ朝日 / 東映）- 御館様の側近（マダラマン）（第9話）
  - 超獣戦隊ライブマン（1988年、テレビ朝日 / 東映）- 飼育員（第7話）
- 星雲仮面マシンマン（1984年、日本テレビ / 東映）- オニ男の人間態・声（第30話）

その他ゲスト出演あり

### 映画
- 連合艦隊司令長官 山本五十六（1968年、東宝） - 飛龍の士官
- 日本侠花伝（1973年、東宝） - ノンクレジット[1]
- ゴジラ対メカゴジラ（1974年、東宝、東宝映像） - ブラックホール第三惑星人[2][1]

ほか